# Ellsworth Vines
Henry Ellsworth Vines, Jr. (Los Angeles, 28 de setembre de 1911 – La Quinta, 17 de març de 1994) va ser un tennista estatunidenc, famós durant la dècada dels anys 1930. Va ser aleshores campió del món de tennis quatre anys, el 1932, 1935, 1936 i el 1937. Més endavant esdevingué un golfista professional.

## Carrera esportiva
Vines va començar a jugar a tennis sota les ordres de Mercer Beasley cap als 14 anys a Pasadena i posteriorment, Perry T. Jones se'l va endur Los Angeles Tennis Club de Los Angeles per continuar el seu entrenament. Va estudiar a la University of Southern California de Los Angeles on també va jugar a bàsquet.
Durant la seva etapa amateur, Vines va guanyar tres títols de Grand Slam, dos U.S. Championships (1931 i 1932) i un Wimbledon Championships (1932). El seu primer partit com a professional el disputà el 10 de gener de 1934 i va esdevenir el millor jugador d'aquesta categoria fins a l'any 1938. Els dos primers anys va guanyar la majoria de grans esdeveniments professionals i les dues grans gires anuals. Entre ells destaquen els títols de Wembley Championships (1934, 1935 i 1936), el Championnat International de France Professionnel (1935) i el U.S. Pro Tennis Championships (1939). Després de dos anys sent el dominador indiscutible, va aconseguir i retenir fàcilment el títol de campió del món professional. L'any 1939 va perdre aquesta corona en mans del seu compatriota Don Budge per molt poc, Vines era gairebé invencible en el seu millor nivell però Budge va imposar la seva consistència la majoria de vegades. El maig de 1940 i amb 28 anys, Vines va decidir disputar el seu darrer partit competitiu i retirar-se del tennis a causa de diversos problemes físics, el seu desig creixent de portar una vida més familiar i una nova afició pel golf.

## Tennis

### Torneigs de Grand Slam

#### Individual: 4 (3−1)
| Resultat  | Núm. | Any  | Torneig                | Oponent       | Marcador                 |
| --------- | ---- | ---- | ---------------------- | ------------- | ------------------------ |
| Guanyador | 1.   | 1931 | U.S. Championships     | George Lott   | 7−9, 6−3, 9−7, 7−5       |
| Guanyador | 2.   | 1932 | Wimbledon              | Henry Austin  | 6−4, 6−2, 6−0            |
| Guanyador | 3.   | 1932 | U.S. Championships (2) | Henri Cochet  | 6−4, 6−4, 6−4            |
| Finalista | 1.   | 1933 | Wimbledon              | Jack Crawford | 6−4, 9−11, 2−6, 6−2, 4−6 |

#### Dobles masculins: 1 (1−0)
| Resultat  | Núm. | Any  | Torneig                  | Parella        | Oponents                 | Marcador       |
| --------- | ---- | ---- | ------------------------ | -------------- | ------------------------ | -------------- |
| Guanyador | 1.   | 1933 | Australian Championships | Keith Gledhill | Jack Crawford Edgar Moon | 6−4, 10−8, 6−2 |

#### Dobles mixts: 1 (0−1)
| Resultat  | Núm. | Any  | Torneig                  | Parella          | Oponents                   | Marcador        |
| --------- | ---- | ---- | ------------------------ | ---------------- | -------------------------- | --------------- |
| Finalista | 1.   | 1933 | Australian Championships | Marjorie Gladman | Marjorie Cox Jack Crawford | 6−3, 5−7, 11−13 |

### Torneigs de Pro Slam

#### Individual: 6 (5−1)
| Resultat  | Núm. | Any  | Torneig                   | Oponent       | Marcador                |
| --------- | ---- | ---- | ------------------------- | ------------- | ----------------------- |
| Guanyador | 1.   | 1934 | Wembley Championships     | Hans Nüsslein | 4−6, 7−5, 6−3, 8−6      |
| Guanyador | 2.   | 1935 | Championnat France Pro    | Hans Nüsslein | 10−8, 6−4, 3−6, 6−1     |
| Guanyador | 3.   | 1935 | Wembley Championships (2) | Bill Tilden   | 6−1, 6−3, 5−7, 3−6, 6−3 |
| Guanyador | 4.   | 1936 | Wembley Championships (3) | Hans Nüsslein | 4−6, 4−6, 4−6           |
| Finalista | 1.   | 1939 | Championnat France Pro    | Don Budge     | 2−6, 5−7, 3−6           |
| Guanyador | 5.   | 1939 | U.S. Pro Championships    | Fred Perry    | 8−6, 6−8, 6−1, 20−18    |

### Palmarès

#### Equips: 1 (0−1)
| Resultat  | Núm. | Data                      | Torneig                   | Superfície   | Equip                                     | Oponents                                                    | Marcador |
| --------- | ---- | ------------------------- | ------------------------- | ------------ | ----------------------------------------- | ----------------------------------------------------------- | -------- |
| Finalista | 1.   | 29 − 31 de juliol de 1932 | Copa Davis, París, França | Terra batuda | Wilmer Allison Frank Shields John Van Ryn | Jean Borotra Christian Boussus Jacques Brugnon Henri Cochet | 2−3      |

## Golf

### Títols
- 1946. Massachusetts Open
- 1955. Utah Open

### Resultats en torneigs majors
| Torneig         | 1939 | 1940 | 1941 | 1942 |
| --------------- | ---- | ---- | ---- | ---- |
| U.S. Amateur    | −    | −    | R64  |      |
| British Amateur | R64  |      |      |      |

| Torneig            | 1944 | 1945 | 1946 | 1947 | 1948 | 1949 | 1950 | 1951 | 1952 | 1953 | 1954 | 1955 | 1956 | 1957 |
| ------------------ | ---- | ---- | ---- | ---- | ---- | ---- | ---- | ---- | ---- | ---- | ---- | ---- | ---- | ---- |
| Masters Tournament |      |      | −    | T24  | T28  | 38   | −    | −    | −    | −    | −    | −    | −    | −    |
| U.S. Open          |      |      | T26  | T51  | T14  | T14  | −    | −    | −    | −    | −    | −    | −    | −    |
| PGA Championship   | −    | −    | R64  | −    | −    | −    | R32  | SF   | −    | R64  | R64  | −    | R64  | R32  |